# Championnat d'Autriche masculin de handball

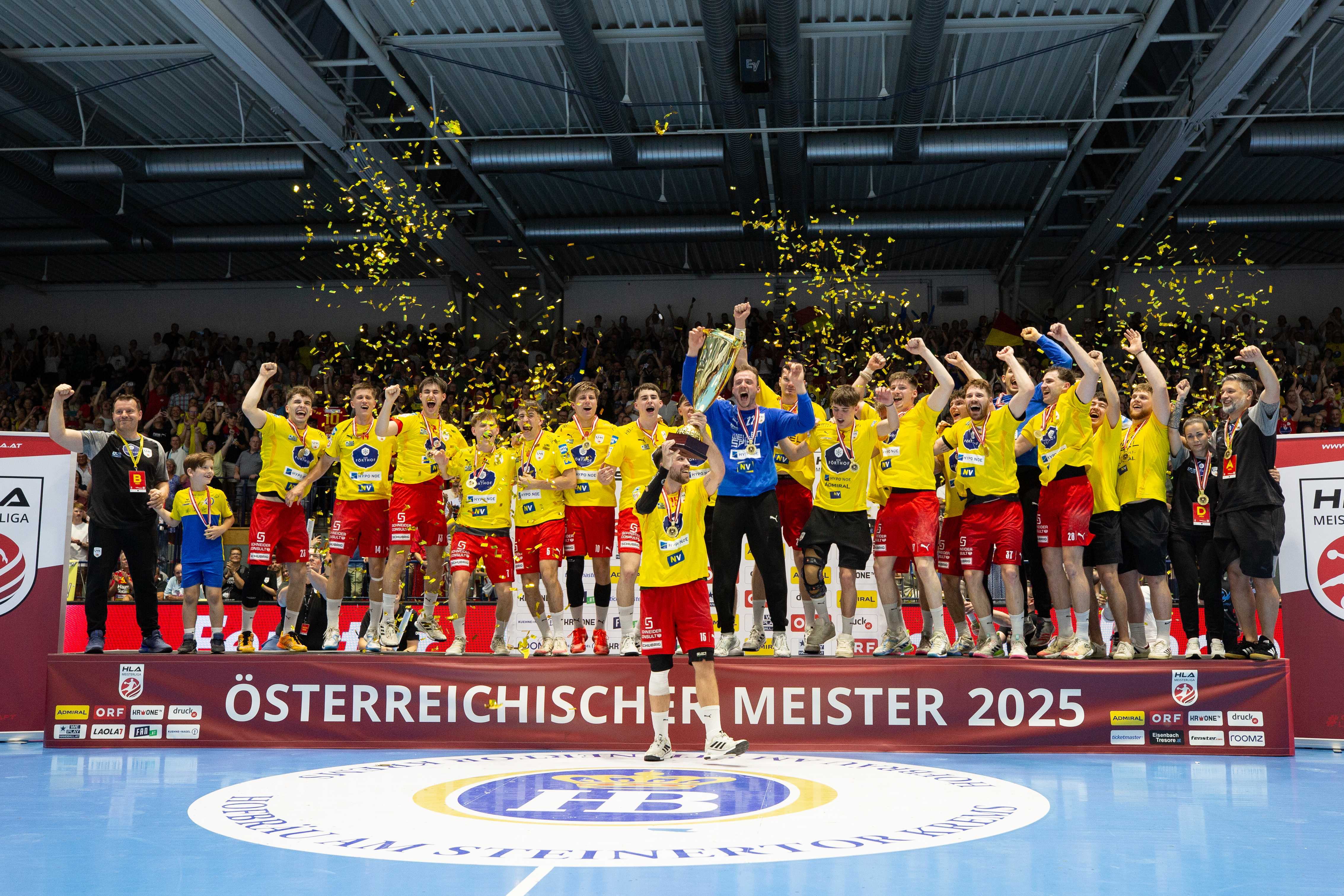
L'UHK Krems, champion d'Autriche 2025.

Le Championnat d'Autriche masculin de handball est le plus haut niveau des clubs masculins de handball en Autriche. 
Avec neuf titres, le Bregenz Handball est le club le plus titré du pays.

## Présentation
Le format et le nombre d'équipes participantes a varié au courant du temps.
Pour la saison 2025-2026 (en), 12 équipes participent à la compétition :
- UHK Krems T
- Alpla HC Hard
- HC Fivers Margareten
- HC Linz AG
- BT Füchse (de)
- Handball Tirol (de)
- Bregenz Handball
- Jags Vöslau (de)
- HSG Graz (de)
- SC Ferlach (de)
- HSG Bärnbach/Köflach
- UHC Hollabrunn (de) P

Les huit premières équipes sont qualifiées pour la phase finale qui se déroule en phase à élimination directe au meilleur des trois matchs.

## Palmarès
Le palmarès est :
- 1960-1961 : ATSV Linz (1)
- 1961-1962 : WAT Atzgersdorf (1)
- 1962-1963 : Rapid Vienne
- 1963-1964 : Rapid Vienne
- 1964-1965 : Rapid Vienne
- 1965-1966 : Union Vienne-Ouest
- 1966-1967 : Rapid Vienne (4)
- 1967-1968 : UHC Salzbourg
- 1968-1969 : UHC Salzbourg
- 1969-1970 : Sportunion Edelweiss Linz (1)
- 1970-1971 : Salzburger AK 1914 (1)
- 1971-1972 : UHC Salzbourg (3)
- 1972-1973 : UHK Krems
- 1973-1974 : HC Bärnbach
- 1974-1975 : UHK Krems
- 1975-1976 : HC Bärnbach
- 1976-1977 : UHK Krems
- 1977-1978 : ASKÖ Linz SBL
- 1978-1979 : ASKÖ Linz SBL
- 1979-1980 : ASKÖ Linz SBL
- 1980-1981 : ASKÖ Linz SBL
- 1981-1982 : Raika Köflach
- 1982-1983 : ATSE Waagner Biro Graz
- 1983-1984 : ATSE Waagner Biro Graz
- 1984-1985 : ATSE Waagner Biro Graz
- 1985-1986 : Union Raika Stockerau (1)
- 1986-1987 : ATSE Waagner Biro Graz
- 1987-1988 : ATSE Waagner Biro Graz
- 1988-1989 : UHK Volksbank Vienne
- 1989-1990 : ATSE Waagner Biro Graz (6)
- 1990-1991 : UHK Volksbank Vienne
- 1991-1992 : UHK Volksbank Vienne
- 1992-1993 : UHK Volksbank Vienne
- 1993-1994 : ASKÖ Linde Linz
- 1994-1995 : ASKÖ Linde Linz
- 1995-1996 : ASKÖ Linde Linz (7)
- 1996-1997 : HC Sparkasse Bruck
- 1997-1998 : HC Sparkasse Bruck (2)
- 1998-1999 : HSG Bärnbach/Köflach
- 1999-2000 : HSG Bärnbach/Köflach (5)
- 2000-2001 : Bregenz Handball
- 2001-2002 : Bregenz Handball
- 2002-2003 : Alpla HC Hard
- 2003-2004 : Bregenz Handball
- 2004-2005 : Bregenz Handball
- 2005-2006 : Bregenz Handball
- 2006-2007 : Bregenz Handball
- 2007-2008 : Bregenz Handball
- 2008-2009 : Bregenz Handball
- 2009-2010 : Bregenz Handball (9)
- 2010-2011 : Aon Fivers
- 2011-2012 : Alpla HC Hard
- 2012-2013 : Alpla HC Hard
- 2013-2014 : Alpla HC Hard
- 2014-2015 : Alpla HC Hard
- 2015-2016 : HC Fivers Margareten
- 2016-2017 : Alpla HC Hard
- 2017-2018 : HC Fivers Margareten (3)
- 2018-2019 : UHK Krems
- 2019-2020 : non attribué[2]
- 2020-2021 : Alpla HC Hard (6)
- 2021-2022 : UHK Krems (5)
- 2022-2023 : SG Handball Vienne-Ouest (6)
- 2023-2024 : HC Linz AG (8)
- 2024-2025 : UHK Krems (6)

## Bilan par club
| Rang  | Club                      | Land           | Titres  | Saisons                                              |
| ----- | ------------------------- | -------------- | ------- | ---------------------------------------------------- |
| 1     | Bregenz Handball          | Vorarlberg     | 9       | 2001, 2002, 2004, 2005, 2006, 2007, 2008, 2009, 2010 |
| 2     | HC Linz AG                | Haute-Autriche | 8       | 1978, 1979, 1980, 1981, 1994, 1995, 1996, 2024       |
| 3     | Alpla HC Hard             | Vorarlberg     | 6       | 2003, 2012, 2013, 2014, 2015, 2017, 2021             |
| 3     | ATSE Waagner Biro Graz    | Styrie         | 6       | 1983, 1984, 1985, 1987, 1988, 1990                   |
| 3     | SG Handball Vienne-Ouest  | Vienne         | 6       | 1966, 1989, 1991, 1992, 1993, 2023                   |
| 3     | UHK Krems                 | Basse-Autriche | 6       | 1973, 1975, 1977, 2019, 2022, 2025                   |
| 7     | HSG Bärnbach/Köflach      | Styrie         | 5       | 1974, 1976, 1982, 1999, 2000                         |
| 8     | Rapid Vienne              | Vienne         | 4       | 1963, 1964, 1965, 1967                               |
| 9     | UHC Salzbourg             | Salzbourg      | 3       | 1968, 1969, 1972                                     |
| 9     | HC Fivers Margareten      | Vienne         | 3       | 2010-2011, 2015-2016, 2017-2018                      |
| 11    | HC Bruck                  | Styrie         | 2       | 1997, 1998                                           |
| 12    | ATSV Linz                 | Haute-Autriche | 1       | 1961                                                 |
| 12    | WAT Atzgersdorf           | Vienne         | 1       | 1962                                                 |
| 12    | Sportunion Edelweiss Linz | Haute-Autriche | 1       | 1970                                                 |
| 12    | Salzburger AK 1914        | Salzbourg      | 1       | 1971                                                 |
| 12    | UHC Stockerau             | Basse-Autriche | 1       | 1986                                                 |
| -     | Non décerné               | Non décerné    | 1       | 2020                                                 |
| Total | Total                     | Total          | 64 (+1) | 1961-2025                                            |